# 烏里 (撒丁島)
烏里（義大利語：Uri），位於意大利撒丁岛，是薩薩里省的一個市鎮，距離阿尔盖罗大約18（11英里），在薩薩里省首府薩薩里的西北方大約12（7.5英里），並位於撒丁岛首府卡利亞里約170（110英里）處。該市以每年3月舉行的菜薊節（artichoke festival）而聞名。據2004年12月統計，當地人口為3,040，面績為56.7平方（21.9平方英里）。